# Casa da Assembleia Nacional (Belgrado)
A Casa da Assembleia Nacional em sérvio: Дом Народне скупштине; romaniz.: Dom Narodne skupštine), formalmente a Casa da Assembleia Nacional da República da Sérvia em sérvio: Дом Народне скупштине Републике Србије; romaniz.: Dom Narodne skupštine Republike Srbije) é a sede da Assembleia Nacional da Sérvia. O edifício está localizado na Praça Nikola Pašić, no centro de Belgrado, em frente ao Novi Dvor (sede do Presidente da República) e ao Stari Dvor (Prefeitura de Belgrado). Originalmente concebida para ser a Casa da Assembleia Nacional do Reino da Sérvia, foi a sede do Parlamento da Iugoslávia e do Parlamento da Sérvia e Montenegro. Desde 2006, serve como local de reunião da Assembleia Nacional da Sérvia.

## História
O antigo prédio da Assembleia Nacional ficava na esquina das ruas Kraljica Natalija e Knez Miloš. Este era um edifício modesto e, com a conquista da independência em 1878 e depois com a proclamação do reino em 1882, a aparência deste edifício tornou-se indigna do parlamento de um estado soberano e foi decidido construir um novo edifício para a Assembleia Nacional, então a área próxima à antiga Mesquita Batal foi escolhida para sua localização. No período, a área estava localizada nos arredores de Belgrado. 
Os primeiros planos para o futuro edifício legislativo foram elaborados pelo arquiteto Konstantin Jovanović em 1891, que também projetou o edifício da Assembleia Nacional em Sófia, Bulgária. O arquiteto Jovan Ilkić venceu um concurso de design em 1901, aderindo ao plano básico de Jovanović. 

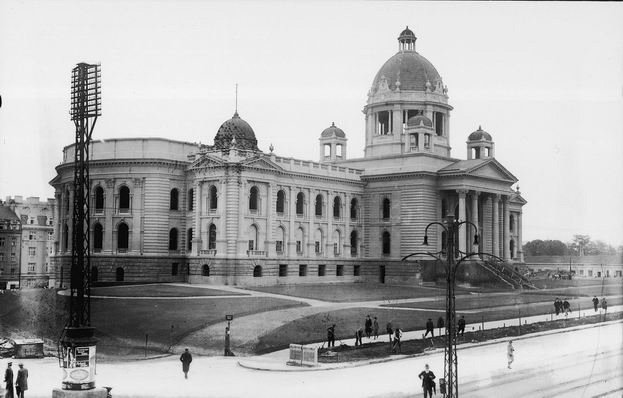
Casa da Assembleia Nacional no final da década de 1930

A construção começou em 27 de agosto de 1907, quando a pedra fundamental do edifício foi lançada na presença do Rei Pedro I, do Príncipe Herdeiro Jorge, de membros do parlamento e do corpo diplomático. Seu foral, selado na pedra fundamental durante a cerimônia, trazia os nomes do rei, do metropolita e do arquiteto-chefe Jovan Ilkić. A construção durou até 1936, interrompida pelas Guerras dos Bálcãs, pela Primeira Guerra Mundial e pela Grande Depressão. O primeiro andar foi concluído antes da eclosão da Primeira Guerra Mundial. O projeto original de Jovan Ilkić foi ligeiramente revisado devido à formação do Reino da Iugoslávia, já que sua constituição determinava uma legislatura bicameral (em vez de unicameral). Após a morte de Ilkić em 1917, seu filho, o arquiteto do Ministério da Construção Pavle Ilkić, liderou o projeto. Suas funções incluíam fazer as alterações necessárias e concluir o projeto original. A construção continuou de 1920 a 1926, quando foi novamente suspensa. A decisão sobre a próxima fase foi tomada após o assassinato do Rei Alexandre I em 1934.  Seu interior, concluído em 1938, foi projetado pelo arquiteto russo Nikolay Krasnov, que projetou cada detalhe: lustres, luminárias, maçanetas, janelas e móveis. A Casa da Assembleia Nacional foi inaugurada em 18 de outubro de 1936 na presença do Rei Pedro II, após 29 anos de construção. A primeira sessão plenária do parlamento foi realizada dois dias depois e, no final do ano, o edifício estava totalmente concluído. Uma escultura de Toma Rosandić, Igrali se konji vrani (Brincadeira dos Cavalos Pretos), foi instalada em frente ao edifício em 1939. 
Após a invasão da Iugoslávia em 1941 e durante a Segunda Guerra Mundial, o edifício abrigou o alto comando alemão para o sudeste da Europa. Após a Segunda Guerra Mundial, o edifício foi usado como local de reunião da Assembleia Federal da Iugoslávia. 
Devido ao seu valor arquitetônico, cultural, histórico e artístico, o Edifício da Assembleia Nacional foi declarado monumento cultural em 1984. O edifício foi danificado durante as manifestações de 5 de outubro de 2000, quando cerca de 91 peças de arte foram roubadas; trinta e cinco foram encontradas, mas 56 continuam desaparecidas.  O prédio em si também foi danificado, mas foi consertado. A Casa da Assembleia Nacional foi apresentada no filme de 2011, Coriolanus. 

## Arquitetura

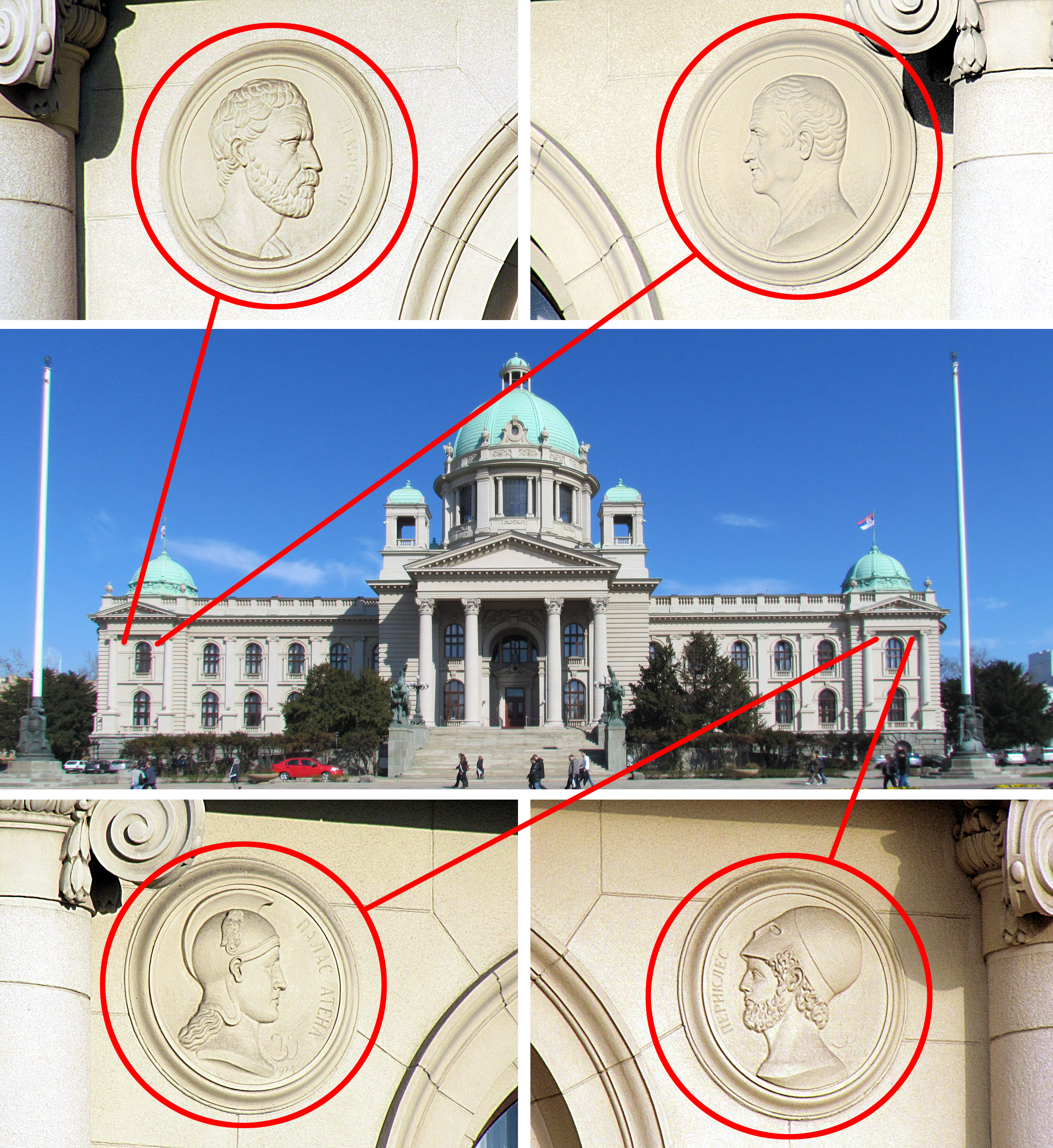
Medalhões da fachada (da esquerda para a direita: Demóstenes, Cícero, Atena e Péricles)

Abrangendo cerca de 13.400m2, o edifício é projetado em estilo neobarroco e tem quatro andares: subsolo, térreo, primeiro andar e sótão, com mezaninos abaixo do subsolo, entre o subsolo e o térreo e entre o térreo e o primeiro andar. 
O risalit central do edifício é dominado por um pórtico com tímpano triangular, acima do qual se encontra uma cúpula com uma lanterna no topo. Seu desenho externo (com pedra verde rústica de Ripanj no subsolo) e o formato das janelas e pilastras que se estendem pelos dois níveis centrais e terminam em uma cornija de telhado com balaustrada indicam modelos neorrenascentistas e neobarrocos. Os únicos ornamentos de plástico são medalhões com imagens de Péricles, Atena, Demóstenes e Cícero, do escultor Đorđe Jovanović, nos risalits laterais. Uma escultura acima dos portais de um anjo com uma tocha e um ramo de oliveira foi projetada pelo escultor Petar Palavičini. Uma cerca de 1937 com candelabros decorativos e duas guaritas com lanternas estilizadas no topo foi projetada por Krasnov; a cerca permaneceu até 1956, quando foi removida. 
O design de interiores inclui cerca de 100 escritórios, salões grandes e pequenos e quatro salas de conferência, um vestíbulo central encimado por uma cúpula, paredes policromadas com colunas, pilastras, nichos e galerias e piso de mármore. A biblioteca de 165m2, no primeiro andar, contém mais de 60.000 livros. O edifício é decorado com 23 afrescos e uma série de pinturas, esculturas e outras obras de arte. 

## Galeria

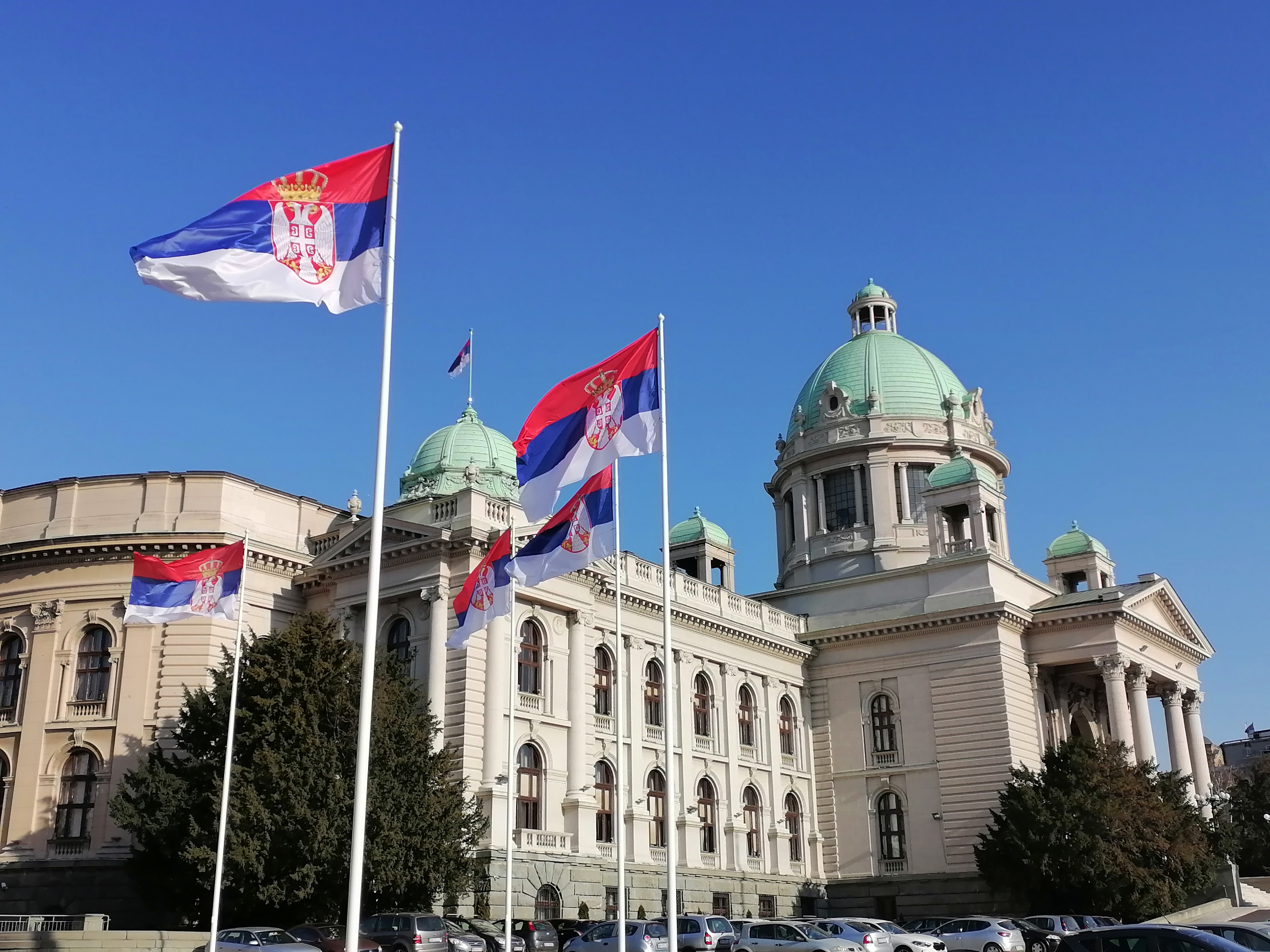
Fachada principal (vista norte)
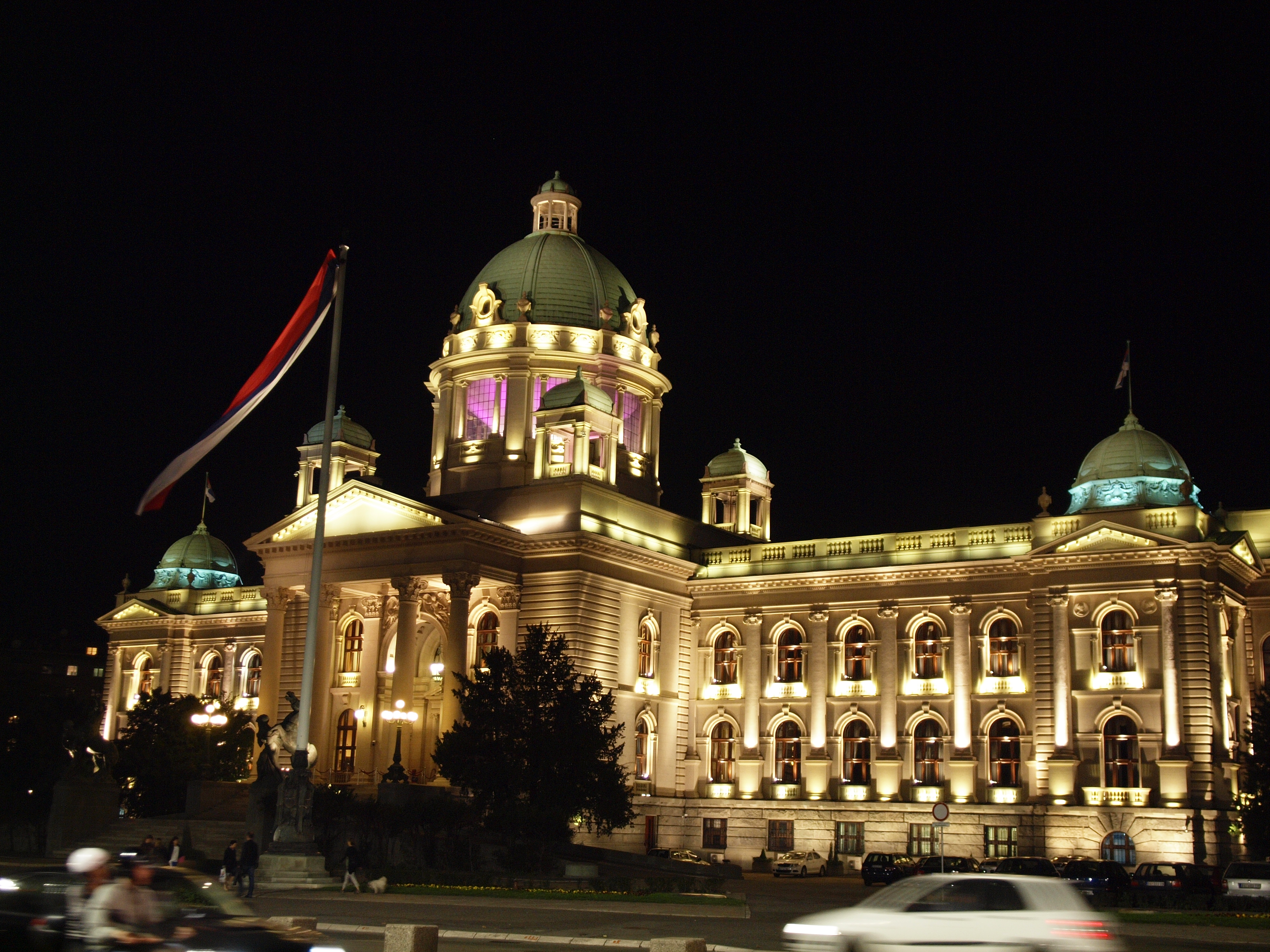
Fachada principal à noite
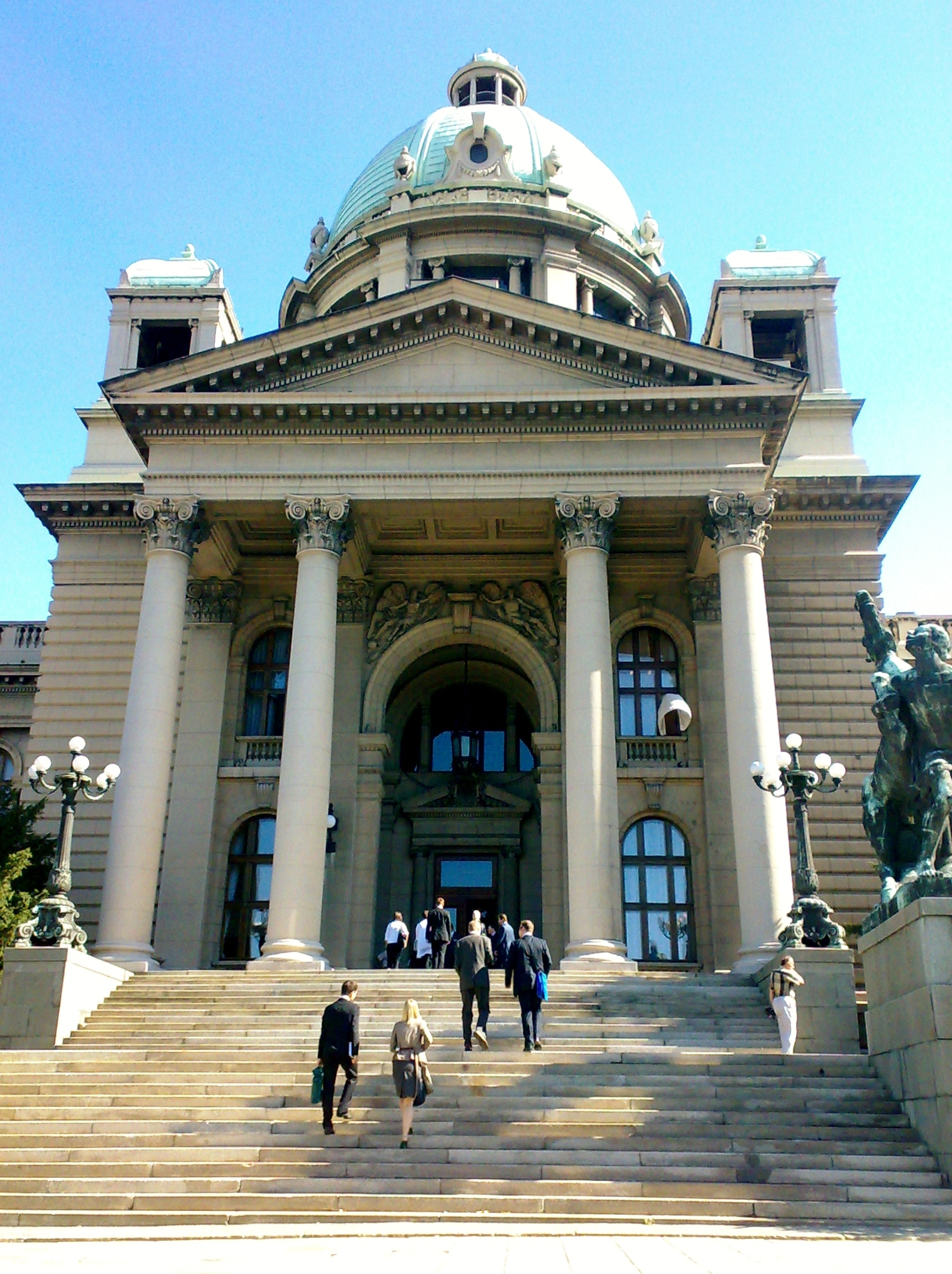
Entrada principal
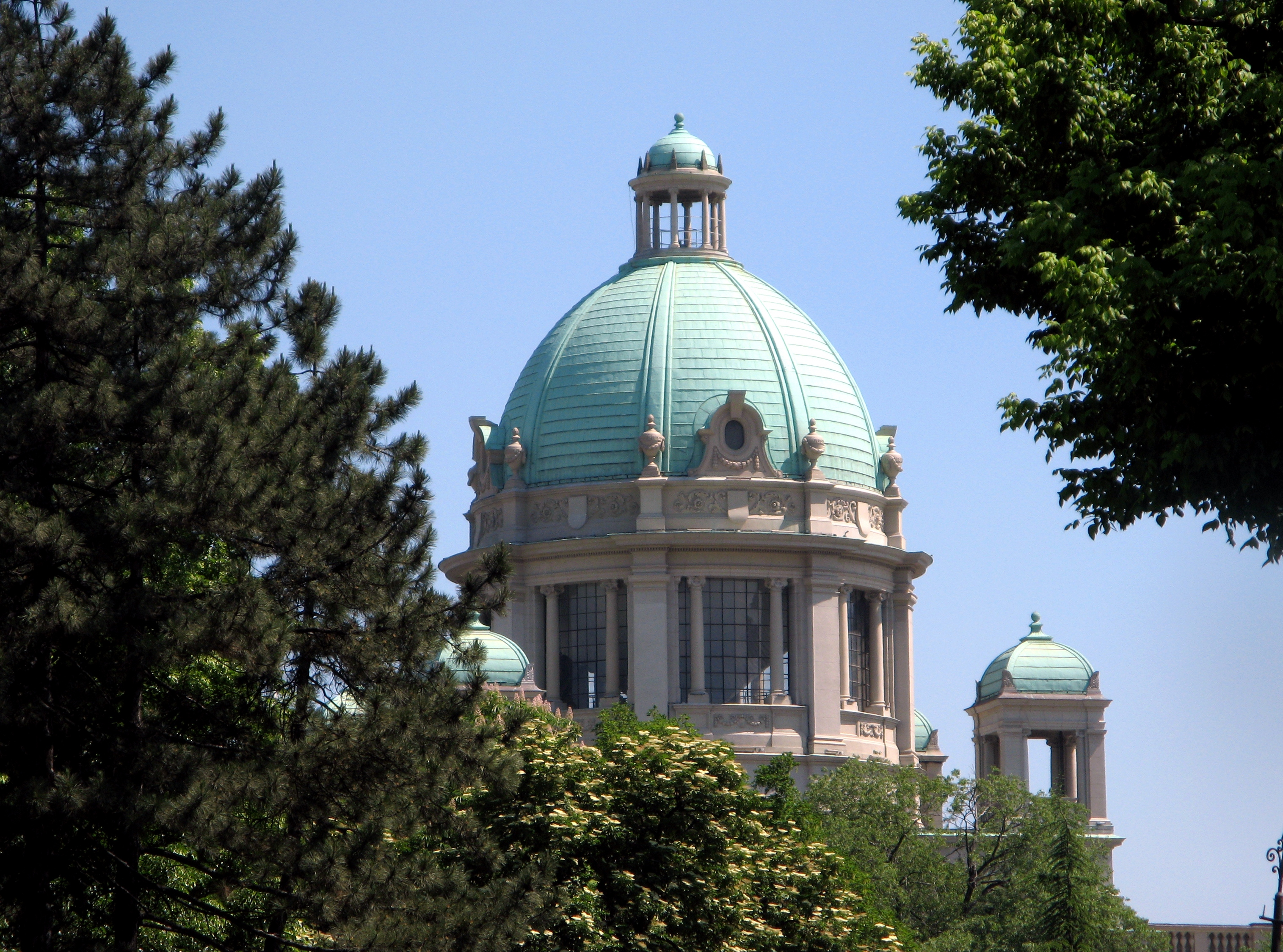
Cúpula
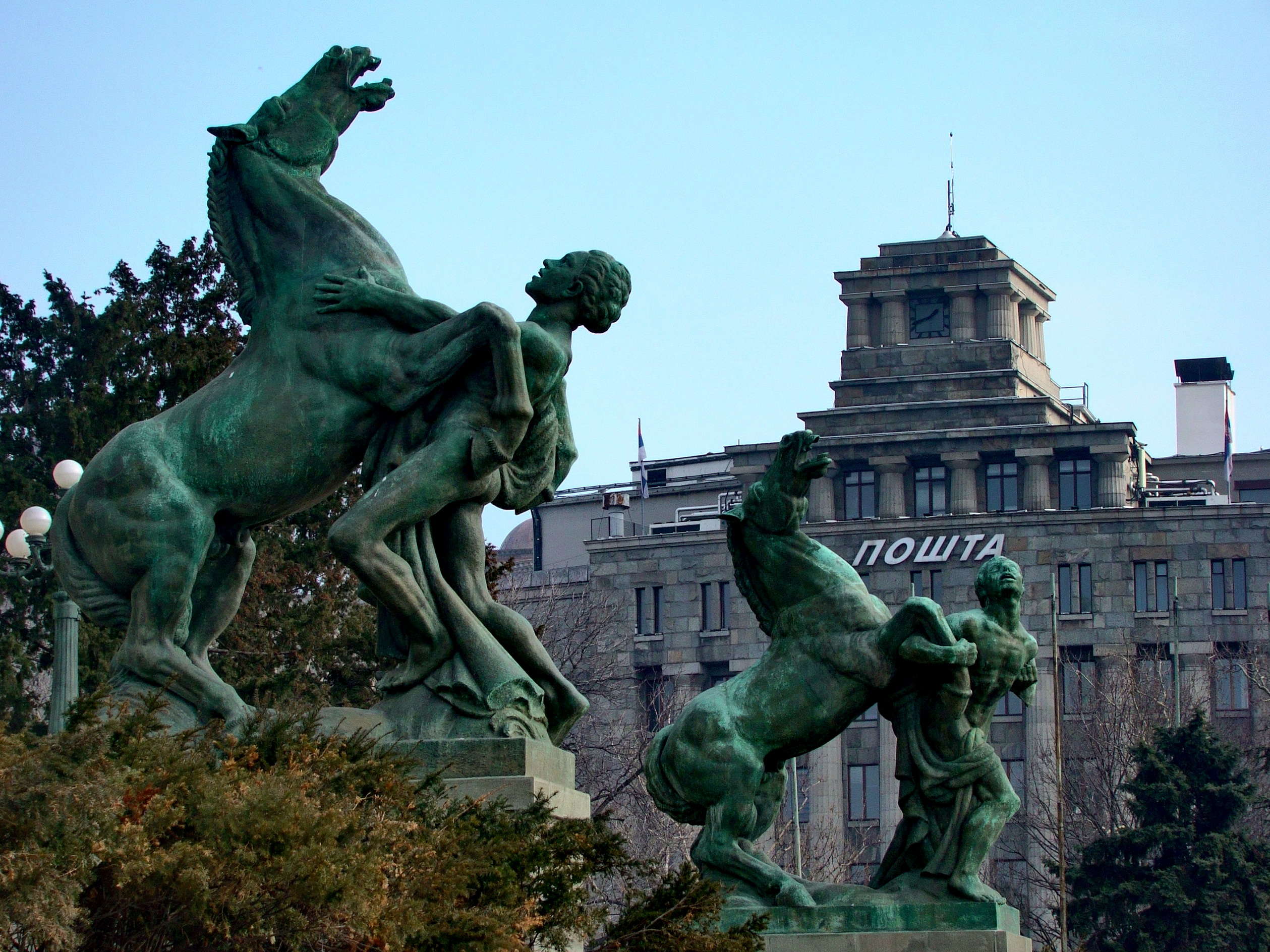
Brincadeira dos Cavalos Pretos, escultura em frente à entrada principal

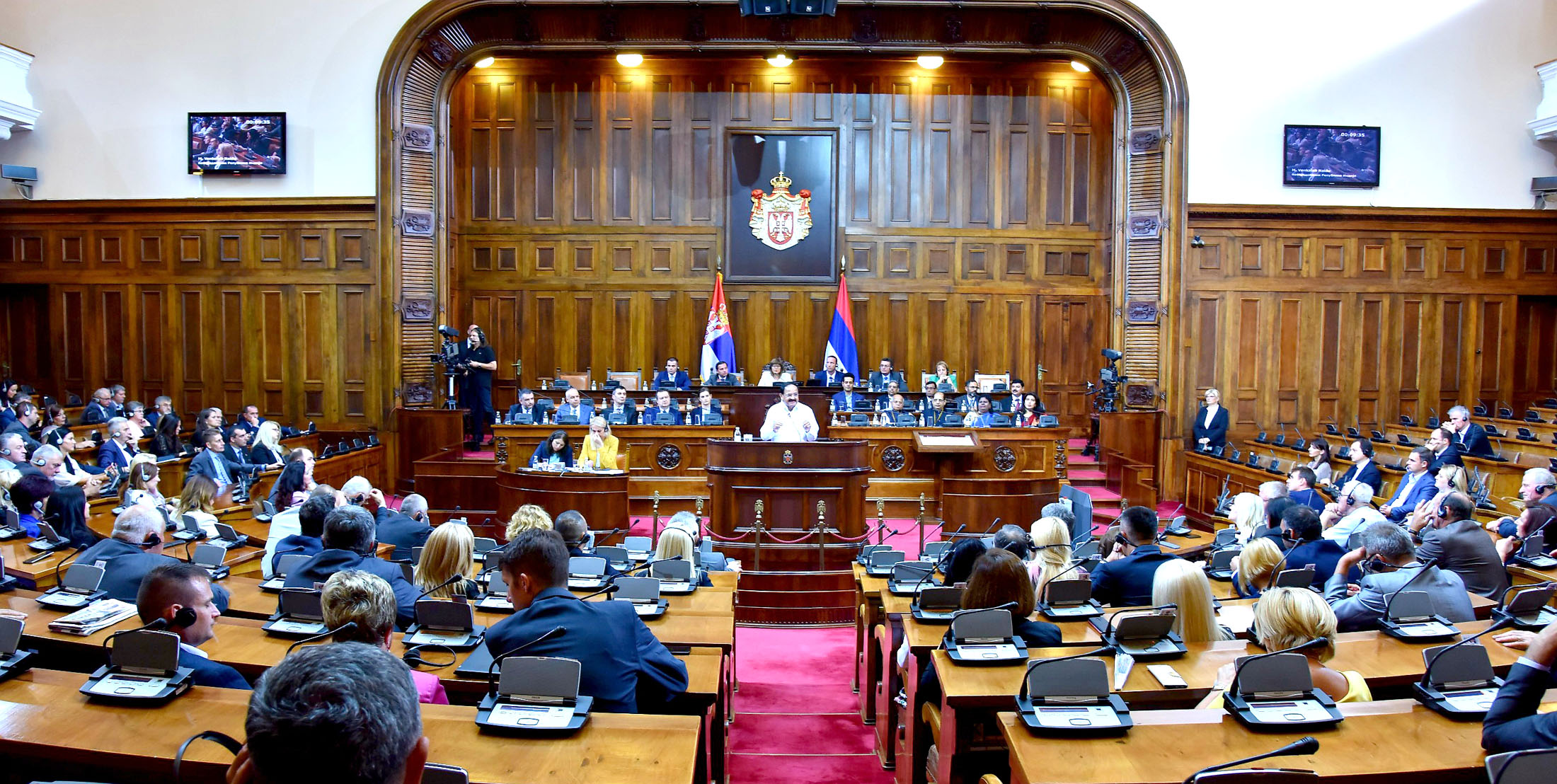
A Grande Câmara de Debates
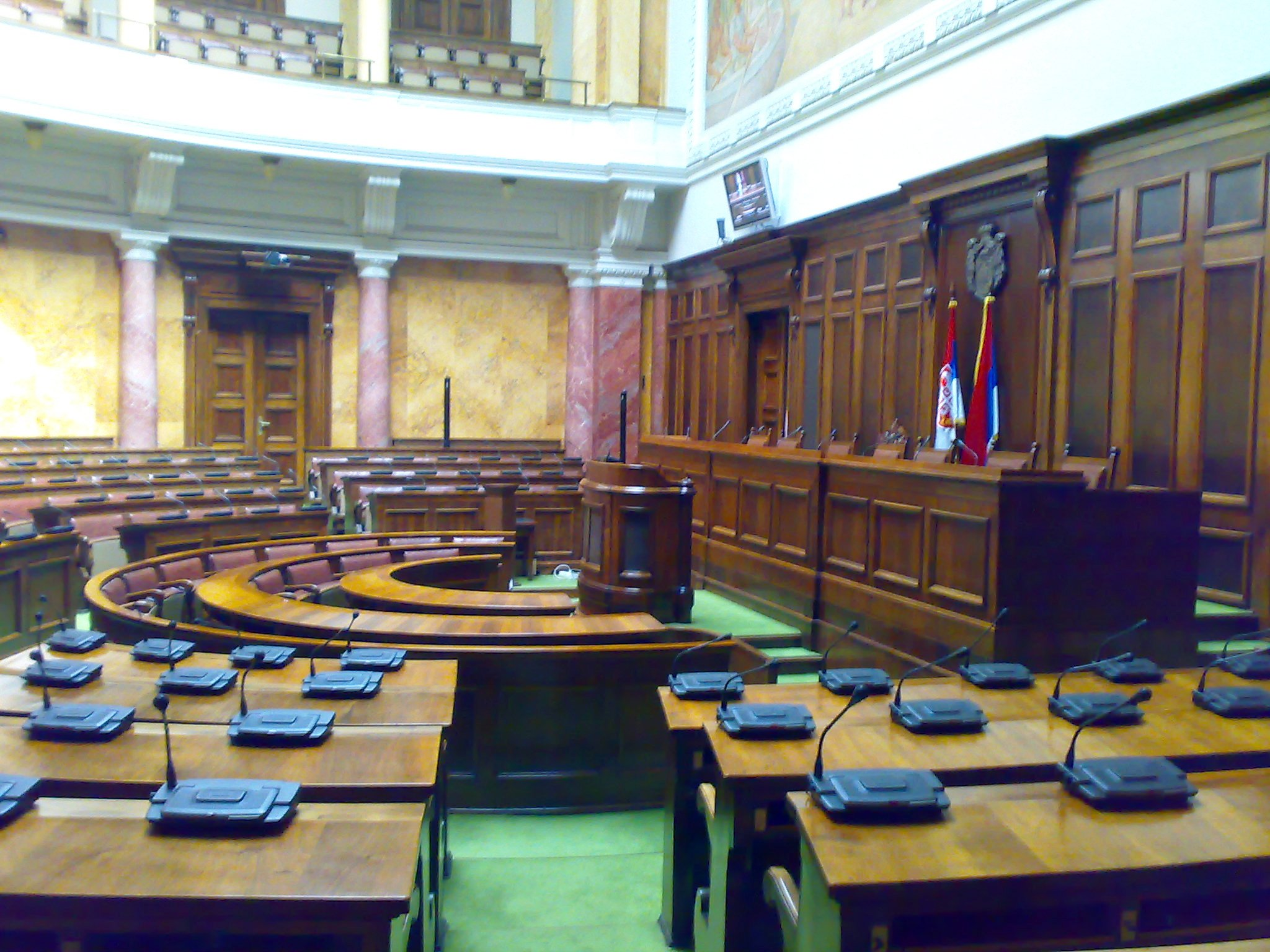
A Pequena Câmara de Debates
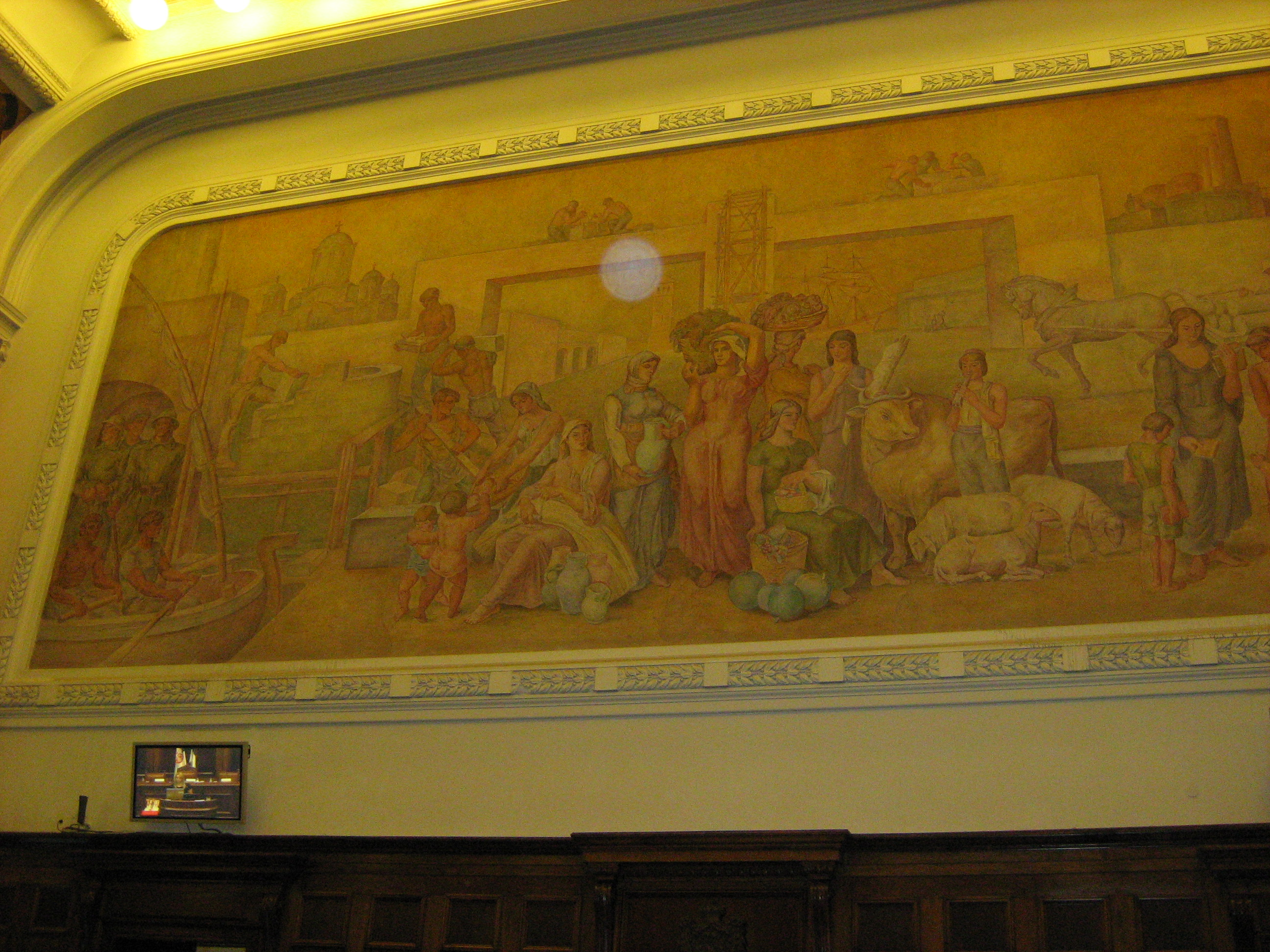
Afresco na Pequena Câmara de Debates
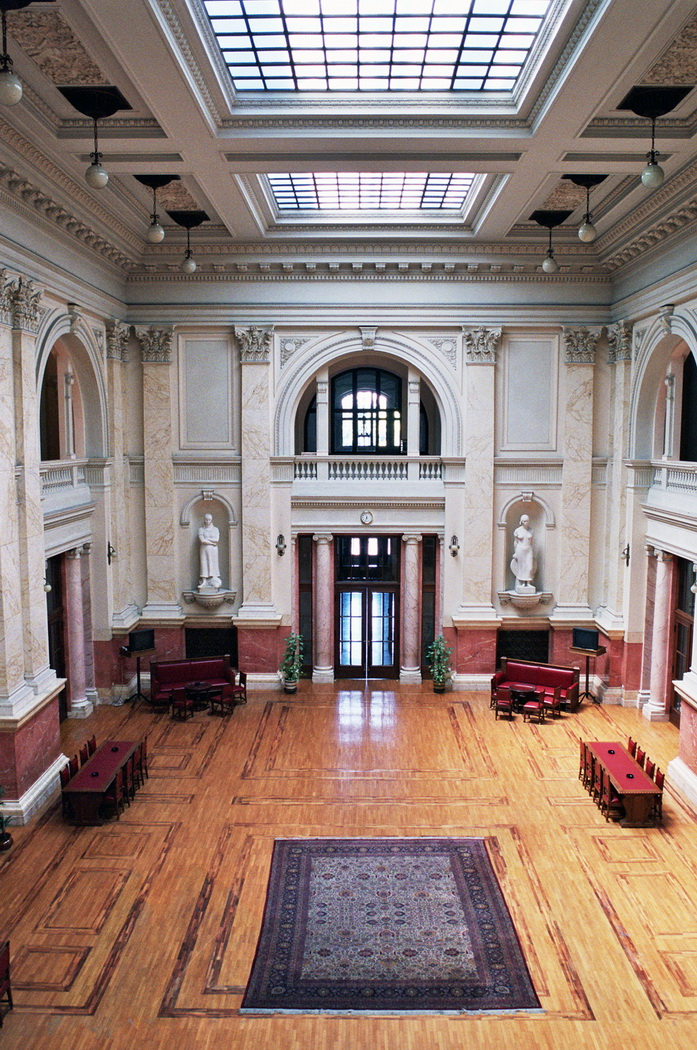
Grande Salão
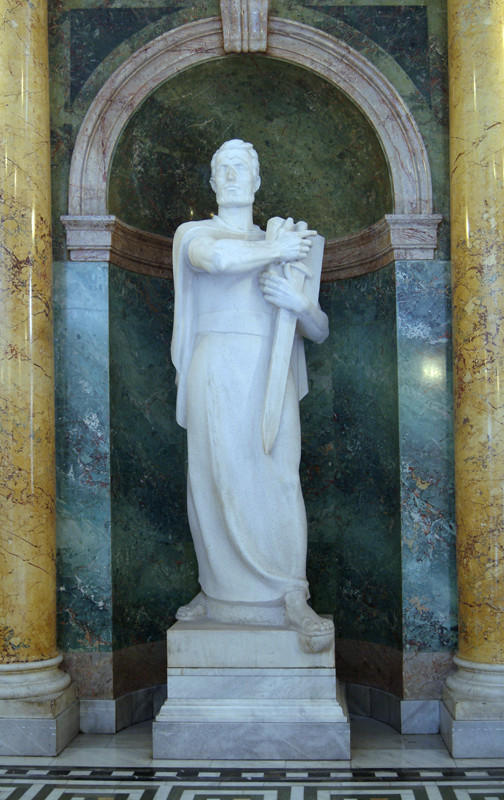
Estátua do Príncipe Gozilo